# Dracma
La dracma o dramma (in greco moderno Δραχμή, plurale δραχμαι) era il nome di una moneta dell'antica Grecia. Il nome è stato ripreso in Grecia dopo il 1832 per indicare la dracma greca, valuta rimasta in uso fino all'introduzione dell'euro.
Il nome "dracma" deriva dal verbo δράττω (dratto, "afferrare"). Inizialmente una dracma era un pugno di sei oboli, spiedi di metallo usati come valuta fin dal 1100 a.C.

## Storia
Nell'antica Grecia il termine dracma indicava anche un'unità di peso. Era usata da tutto il mondo greco ed emessa dalla maggior parte delle città. Le prime emissioni mostrano immagini di animali, per lo più armi parlanti e risalgono al VI secolo a.C.
A causa della tecnica di coniazione usata, con il martello, le dracme sono per lo più piatte al rovescio e particolarmente plastiche nel diritto. La monetazione nel tempo raggiunse un livello artistico elevato ed estremamente fine. Di conseguenza già dal Rinascimento le monete più belle venivano collezionate.
Dopo la conquista di Alessandro Magno, il nome "dracma" fu usato in molti regni ellenistici, tra cui il Regno tolemaico. La dracma fu anche la prima moneta d'argento battuta dall'antica Roma nel III secolo a.C.
L'unità monetaria araba conosciuta come dirham (in arabo, درهم), e nota dal periodo pre-islamico, è derivata, tramite la Persia sasanide, dall'antica dracma e, come la moneta persiana, era anch'essa d'argento.
È difficile attribuire un valore a questa moneta che sia comparabile con le valute attuali, a causa delle profonde differenze tra le economie. Gli storici classici affermano regolarmente che, nel periodo compreso tra la fine della Repubblica romana e gli inizi dell'Impero romano, il salario giornaliero di un operaio metallurgico era di una dracma.

### Piede monetario
Il sistema monetario greco antico era basato sul precedente sistema asiatico che aveva come unità di misura principale il
talento, il cui peso era di circa 30,25 kg di argento; questo veniva diviso in 60 mine.
Tali valute non furono mai battute, ma fungevano da sistema di riferimento per l'economia degli stati.
Ben presto grazie all'espansione economica di Atene il mondo ellenico prese come sistema di riferimento per gli scambi
il "piede attico", monetizzato in argento:
1 Talento =  60 Mine    =  26,2 kg argento
1 Mina    = 100 Dracme  =   436 g argento
1 Dracma  =   6 Oboli   =  4,36 g argento
1 Obolo   =   8 Chalkus =  0,73 g argento
Oltre a tali monete grande importanza ebbe lo statere (2 dracme) con un peso in argento di 8,7 grammi, quanto il peso circa di un darico coniato in oro, da cui si evince che il rapporto oro/argento era di 1 a 10.

### Monetazioni correnti
Accanto alle monete da una dracma, vennero emesse tetradracmi, (4 dracme) e didracmi (2 dracme o statere). Il didracma o statere in genere rappresenta il nominale più diffuso.
Il tetradracma ("quattro dracme"), moneta del V secolo a.C. di Atene, era di gran lunga la moneta più usata nel mondo greco fino ad Alessandro Magno. Sul diritto è rappresentato la testa di profilo di Atena e sul rovescio una civetta, l'animale sacro alla dea. 
Lo stesso rovescio è rappresentato nel lato nazionale della moneta greca da un euro (vedi Monete euro greche).
In alcuni casi furono coniate anche delle Decadracme (10 Dracme).

### Datazione
Le dracme non hanno in genere scritte che ne permettano la datazione. Questa è effettuata sulla base di caratteristiche stilistiche e dall'analisi dei ritrovamenti. In alcuni casi (Atene, Apollonia, Dirrachium) è riportato il nome del magistrato monetario e di conseguenza in alcuni casi la moneta è databile. In altri, come nei regni ellenistici, il nome del re permette comunque di determinare un periodo di emissione. Comunque le datazioni in genere non sono esatte. 

### La collocazione della dracma nell'antico sistema monetario greco e persiano
1 talento =  60 mine (standard ateniese)
1 mina    = 100 dracme
1 statere =   2 dracme
1 dracma  =   6 oboli
1 obolo   =   8 chalkus
L'obolo era inizialmente l'unità più piccola. In seguito fu suddiviso in otto (chalkus), moneta coniata in rame.
Le mine e i talenti non furono realmente emessi: erano in realtà misure di peso usate sia per le merci che per i metalli preziosi.
Numerose erano le relazioni economiche con l'impero persiano, in cui la moneta a più larga diffusione fu il darico, moneta coniata in oro del peso variabile tra i 8,35 e i 8,4 grammi; ecco i rapporti tra le monete delle due economie:
1 darico (oro) = 20 dracme (argento)
1 siclo = 1/16 di darico = 7,5 oboli attici
La dracma è menzionata nella parabola della dramma smarrita del Vangelo secondo Luca.